# Geiselbach
Geiselbach er en kommune i Landkreis Aschaffenburg i det bayerske Regierungsbezirk Unterfranken i Tyskland.

## Geografi
Geiselbach ligger på grænsen mellem delstaterne Bayern og Hessen, 20 km nord for Aschaffenburg og 50 km øst for Frankfurt am Main.

Kommunen ligger i en højde mellem 272 moh. (kirken) til 381 moh. (Ziegelberg).
Areal:
- Byhdelen Geiselbach: 535 ha
- Ortsteil Omersbach: 415 ha